# Săptămâna Financiară
Săptămâna Financiară este o publicație dedicată domeniului economic și financiar din România, editată începând din luna martie a anului 2005 când a fost lansată având în spate tradiția emisiunii cu același nume, difuzată pe postul Antena 1.
Primul director al publicației a fost Gabriela Vrânceanu-Firea.
Acționarii companiei SAPTAMANA FINANCIARA SRL, cea care a editat revista, au fost Camelia Voiculescu (67,5%), Gabriela Vrânceanu Firea (10%) și Mihai Craiu (22,5%).
Săptămâna Financiară a făcut parte din trustul de presă Intact Media Group.
În anul 2006, revista a avut o cifră de afaceri de 3,3 milioane de euro și un profit de 320.000 de Euro.
La sfârșitul anului 2011, în urma unui conflict al colectivului redacțional cu acționarii companiei care doreau transferarea publicației pe o nouă companie, Intact Publishing, Săptămâna Financiară a fost închisă.
Toată echipa redacțională a decis să editeze o nouă publicație similară: Finanțiștii.[6]
Pentru o scurtă perioadă de timp s-a încercat editarea Săptămânii Financiare de către compania Media Casa Press SRL, dar și aceasta a intrat într-un proces de lichidare operațională având datorii mari către foștii angajați și către furnizori.
In anul 2011, Intact Media Grup renunța să reediteze Săptămâna Financiară, marca și patrimoniul societății devenind obiectul unui îndelungat proces în instanță, între grupul de presă și fostul acționar al societății, Mihai Craiu.[7] În același an a emisiunea cu același nume a dispărut din grila Antena 1.
În anul 2015, Mihai Craiu câștigă în instanță marca Săptămâna Financiară și începe procesul de revenire a acesteia pe piața publicațiilor de profil din România. De această dată publicația apare doar online însă începe să urce constant în preferințele cititorilor datorită politicii redacționale total imparțiale și echidistante. Noul colectiv redacțional realizează materiale de calitate, cu precădere din domeniul economic și financiar, apreciate pentru competență.
În luna februarie a anului 2016, după un an de la relansare, Săptămâna Financiară se găsea, conform Sati Top 30 publicații financiare, în prima jumătate a clasamentului, pe locul 12.
Din 28 mai 2021 emisiunea Săptămâna Financiară a revenit la tv, de data aceasta a debutat la postul de televiziune B1 TV dar a ieşit din grilă din decembrie acelaşi an. Din 21 ianuarie 2022 emisiunea a debutat pe Profit News.